# Daniel Jacob (Schauspieler)
Daniel Jacob (* 18. August 1963; † 22. Februar 1985) war ein deutscher Schauspieler.

## Leben
Daniel Jacob war der Sohn der Schauspielerin Ellen Schwiers und des Filmproduzenten Peter Jacob sowie der jüngere Bruder der Schauspielerin Katerina Jacob. Mit der Schauspielerei finanzierte er sich sein Jurastudium. Jacob hatte vor, nach Beendigung des Jurastudiums die Filmakademie zu besuchen und Filmproduzent zu werden.
Bekannt wurde er im Laufe seiner kurzen Schauspielkarriere unter anderem als Filmsohn von Judy Winter in dem Filmdrama Ärztinnen nach dem Theaterstück von Rolf Hochhuth sowie in seiner Rolle als Ben, der Freund von Tanja Graf (gespielt von Julia Biedermann), in zwei Folgen der Familienserie Ich heirate eine Familie. 
Kurz nach Mitwirkung an diesen Produktionen erkrankte er an einem aggressiven Lebertumor, an dem er im Februar 1985 im Alter von 21 Jahren starb.

## Filmografie
- 1980: Daniel (Fernsehfilm)
- 1984: Ärztinnen
- 1984: Der Alte (Fernsehserie, Folge 8x02)
- 1984: Der Lehrer und andere Schulgeschichten (Fernsehfilm)
- 1984: Ich heirate eine Familie (Fernsehserie, 2 Folgen)
- 1985: Polizeiinspektion 1 (Fernsehserie, Folge 8x02)